# Acronicta taeniata
Acronicta taeniata är en fjärilsart som beskrevs av Schultz 1930. Acronicta taeniata ingår i släktet Acronicta och familjen nattflyn. Inga underarter finns listade i Catalogue of Life.